# 克莱尔·谢里登
克莱尔·谢里登（英語：Clare Consuelo Sheridan，1885年9月9日—1970年5月31日）)，英国雕塑家、记者和作家，主要以为著名模特创作半身像和撰写记述她世界旅行的日记而闻名。她是温斯顿·丘吉尔的表妹，两人关系友好，但她对1917年十月革命的支持导致他们在政治上决裂。她喜欢环游世界，朋友圈有瑞典玛格丽特公主、蒙巴顿勋爵和夫人、黛安娜·曼納斯、薇塔·萨克维尔-韦斯特及费雯·丽。她曾前往苏俄，为列宁、托洛茨基、捷尔任斯基和加米涅夫雕刻半身像，并据称和其中多人有亲密关系，导致加米涅夫与其妻、托洛茨基之妹奥莉加·加米涅娃关系的疏远。